# Берселлини, Эудженио
Эудженио Берселлини (итал. Eugenio Bersellini р. 10 июня 1936, Борго-Валь-ди-Таро — ум. 17 сентября 2017, Прато) — итальянский футболист, игравший на позиции полузащитника. По завершении игровой карьеры — футбольный тренер.
Как игрок выступал за итальянские клубы и никогда не играл в Серии А. Однако как тренер провел 490 матчей в итальянской Серии А (148 побед, 197 ничьих и 145 поражений), стал чемпионом Италии и трижды выигрывал Кубок Италии.

## Игровая карьера
Во взрослом футболе дебютировал в 1954 году выступлениями за команду клуба «Фиденца», в которой провел один сезон в четвёртом по уровню дивизионе Италии.
Своей игрой за эту команду привлек внимание представителей тренерского штаба «Брешии», выступающей в Серии Б. К её составу присоединился летом 1955 года и отыграл за клуб из Брешии следующие пять сезонов своей игровой карьеры.
Впоследствии с 1960 по 1966 год играл в Серии Б в составе «Монцы» (с небольшим перерывом на выступления за «Про Патрию» в сезоне 1962/63).
В 1966 году перешёл в клуб «Лечче», за который отыграл 2 сезона в Серии C. Завершил профессиональную карьеру футболиста выступлениями за команду «Лечче» в 1968 году.

## Карьера тренера
Начал тренерскую карьеру сразу же по завершении карьеры игрока, в 1968 году, возглавив тренерский штаб клуба «Лечче», где проработал три года.
В дальнейшем возглавлял ряд итальянских клубов, в частности «Интернационале», который в сезоне 1979/80 Берселлини привёл к чемпионскому титулу, а также дважды выигрывал с командой Кубок Италии (в 1978 и 1982 годах). Кроме того работал с «Сампдорией», которую в 1985 году привёл к первому трофею в истории клуба — Кубка Италии, благодаря чему команда дебютировала в еврокубках. Также работал заграницей в Ливии, где тренировал местную национальную сборную, а также столичные клубы «Аль-Ахли» и «Аль-Иттихад», выиграв с последним национальный чемпионат.
Последним местом тренерской работы был клуб «Сестре Леванте» из Серии D, команду которого Эудженио Берселлини возглавлял как главный тренер до 2007 года.

## Достижения
«Интернационале»
- Чемпион Италии (1): 1979/80
- Обладатель Кубка Италии (2): 1977/78, 1981/82

«Сампдория»
- Обладатель Кубка Италии (1): 1984/85

«Аль-Иттихад»
- Чемпион Ливии (1): 2001/02